# 鰺ヶ沢町
- 鰺ヶ沢町
- 鯵ヶ沢町

鰺ヶ沢町（あじがさわまち）は、青森県西部に位置する、日本海に面した西津軽郡の町。西北地域に属する。

## 地理

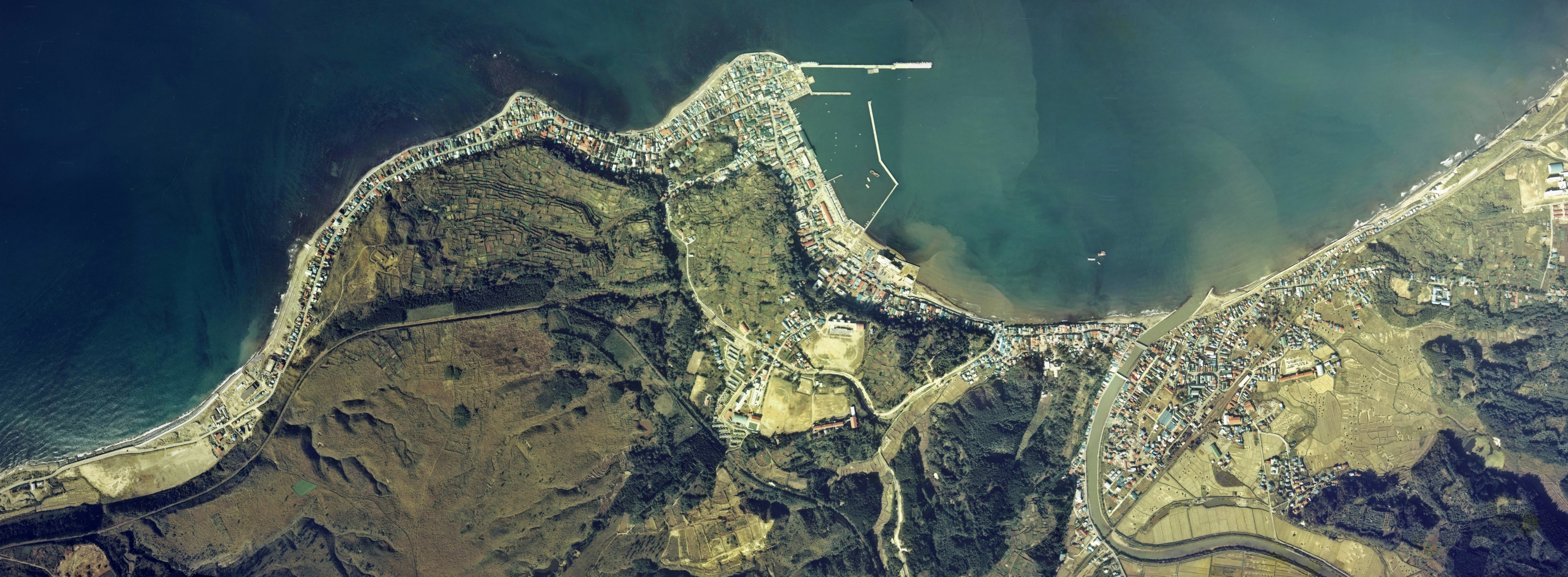
鰺ヶ沢町中心部周辺の空中写真。1975年撮影の5枚を合成作成。
。

総面積は343.08平方キロメートル。東西が最大22キロメートルなのに対して、南北は40キロメートルと長い。北は日本海に面し、南は白神山地で秋田県と県境を接する。
- 山 : 岩木山、白神山地、二ツ森、真瀬岳
- 河川 : 赤石川、中村川、鳴沢川

### 気候
| 鰺ケ沢（1991年 - 2020年）の気候    | 鰺ケ沢（1991年 - 2020年）の気候 | 鰺ケ沢（1991年 - 2020年）の気候 | 鰺ケ沢（1991年 - 2020年）の気候 | 鰺ケ沢（1991年 - 2020年）の気候 | 鰺ケ沢（1991年 - 2020年）の気候 | 鰺ケ沢（1991年 - 2020年）の気候 | 鰺ケ沢（1991年 - 2020年）の気候 | 鰺ケ沢（1991年 - 2020年）の気候 | 鰺ケ沢（1991年 - 2020年）の気候 | 鰺ケ沢（1991年 - 2020年）の気候 | 鰺ケ沢（1991年 - 2020年）の気候 | 鰺ケ沢（1991年 - 2020年）の気候 | 鰺ケ沢（1991年 - 2020年）の気候 |
| 月                                 | 1月                             | 2月                             | 3月                             | 4月                             | 5月                             | 6月                             | 7月                             | 8月                             | 9月                             | 10月                            | 11月                            | 12月                            | 年                              |
| ---------------------------------- | ------------------------------- | ------------------------------- | ------------------------------- | ------------------------------- | ------------------------------- | ------------------------------- | ------------------------------- | ------------------------------- | ------------------------------- | ------------------------------- | ------------------------------- | ------------------------------- | ------------------------------- |
| 最高気温記録 °C （°F）             | 12.9 (55.2)                     | 18.8 (65.8)                     | 20.2 (68.4)                     | 28.3 (82.9)                     | 32.3 (90.1)                     | 31.4 (88.5)                     | 35.3 (95.5)                     | 36.9 (98.4)                     | 35.3 (95.5)                     | 27.7 (81.9)                     | 24.1 (75.4)                     | 17.8 (64)                       | 36.9 (98.4)                     |
| 平均最高気温 °C （°F）             | 2.2 (36)                        | 2.8 (37)                        | 6.6 (43.9)                      | 12.8 (55)                       | 17.9 (64.2)                     | 21.3 (70.3)                     | 25.2 (77.4)                     | 27.0 (80.6)                     | 23.6 (74.5)                     | 17.6 (63.7)                     | 11.3 (52.3)                     | 5.0 (41)                        | 14.5 (58.1)                     |
| 日平均気温 °C （°F）               | −0.2 (31.6)                     | 0.1 (32.2)                      | 3.0 (37.4)                      | 8.2 (46.8)                      | 13.2 (55.8)                     | 17.1 (62.8)                     | 21.3 (70.3)                     | 22.8 (73)                       | 19.3 (66.7)                     | 13.4 (56.1)                     | 7.6 (45.7)                      | 2.1 (35.8)                      | 10.7 (51.3)                     |
| 平均最低気温 °C （°F）             | −2.9 (26.8)                     | −2.9 (26.8)                     | −0.7 (30.7)                     | 3.6 (38.5)                      | 8.5 (47.3)                      | 13.2 (55.8)                     | 17.9 (64.2)                     | 19.2 (66.6)                     | 15.3 (59.5)                     | 9.3 (48.7)                      | 3.9 (39)                        | −0.8 (30.6)                     | 7.0 (44.6)                      |
| 最低気温記録 °C （°F）             | −10.9 (12.4)                    | −10.3 (13.5)                    | −9.3 (15.3)                     | −4.1 (24.6)                     | −1.2 (29.8)                     | 4.8 (40.6)                      | 8.4 (47.1)                      | 10.1 (50.2)                     | 6.5 (43.7)                      | 1.0 (33.8)                      | −6.6 (20.1)                     | −10.0 (14)                      | −10.9 (12.4)                    |
| 降水量 mm （inch）                 | 108.0 (4.252)                   | 79.5 (3.13)                     | 73.0 (2.874)                    | 72.5 (2.854)                    | 78.7 (3.098)                    | 83.3 (3.28)                     | 127.1 (5.004)                   | 157.4 (6.197)                   | 154.3 (6.075)                   | 149.1 (5.87)                    | 159.0 (6.26)                    | 144.9 (5.705)                   | 1,386.7 (54.594)                |
| 降雪量 cm （inch）                 | 140 (55.1)                      | 121 (47.6)                      | 60 (23.6)                       | 2 (0.8)                         | 0 (0)                           | 0 (0)                           | 0 (0)                           | 0 (0)                           | 0 (0)                           | 0 (0)                           | 6 (2.4)                         | 84 (33.1)                       | 412 (162.2)                     |
| 平均降水日数 （≥1.0 mm）           | 21.8                            | 18.0                            | 14.7                            | 11.1                            | 10.2                            | 9.3                             | 9.7                             | 10.5                            | 11.8                            | 14.4                            | 17.5                            | 21.5                            | 170.7                           |
| 平均月間日照時間                   | 27.4                            | 53.7                            | 123.5                           | 196.8                           | 213.6                           | 194.8                           | 180.1                           | 200.6                           | 168.0                           | 136.7                           | 70.9                            | 33.5                            | 1,599.5                         |
| 出典1：Japan Meteorological Agency |                                 |                                 |                                 |                                 |                                 |                                 |                                 |                                 |                                 |                                 |                                 |                                 |                                 |
| 出典2：気象庁                      |                                 |                                 |                                 |                                 |                                 |                                 |                                 |                                 |                                 |                                 |                                 |                                 |                                 |

### 隣接している自治体
- 青森県：弘前市、つがる市、西津軽郡深浦町、中津軽郡西目屋村
- 秋田県：山本郡八峰町・藤里町

## 歴史
- 1889年（明治22年）4月1日 - 町村制の施行により、田中町、七ツ石町、米町、本町、浜町、新町、釣町、漁師町、新地町、富根町、淀町が合併して鰺ヶ沢町が発足。この時点で面積が0.5k㎡。
- 1932年（昭和7年）1月17日 - 火災により260戸が焼失[6]。
- 1955年（昭和30年）3月31日 - 鰺ヶ沢町が赤石村、中村、鳴沢村、舞戸村と合併し、改めて鰺ヶ沢町が発足。
- 2021年（令和3年）5月6日 - 町役場の新庁舎が開庁。
- 2022年（令和4年）8月9日 - 集中豪雨により中村川が氾濫。445棟が浸水[7][8]。豪雨被害により白八幡宮大祭が2年連続延期[9]。

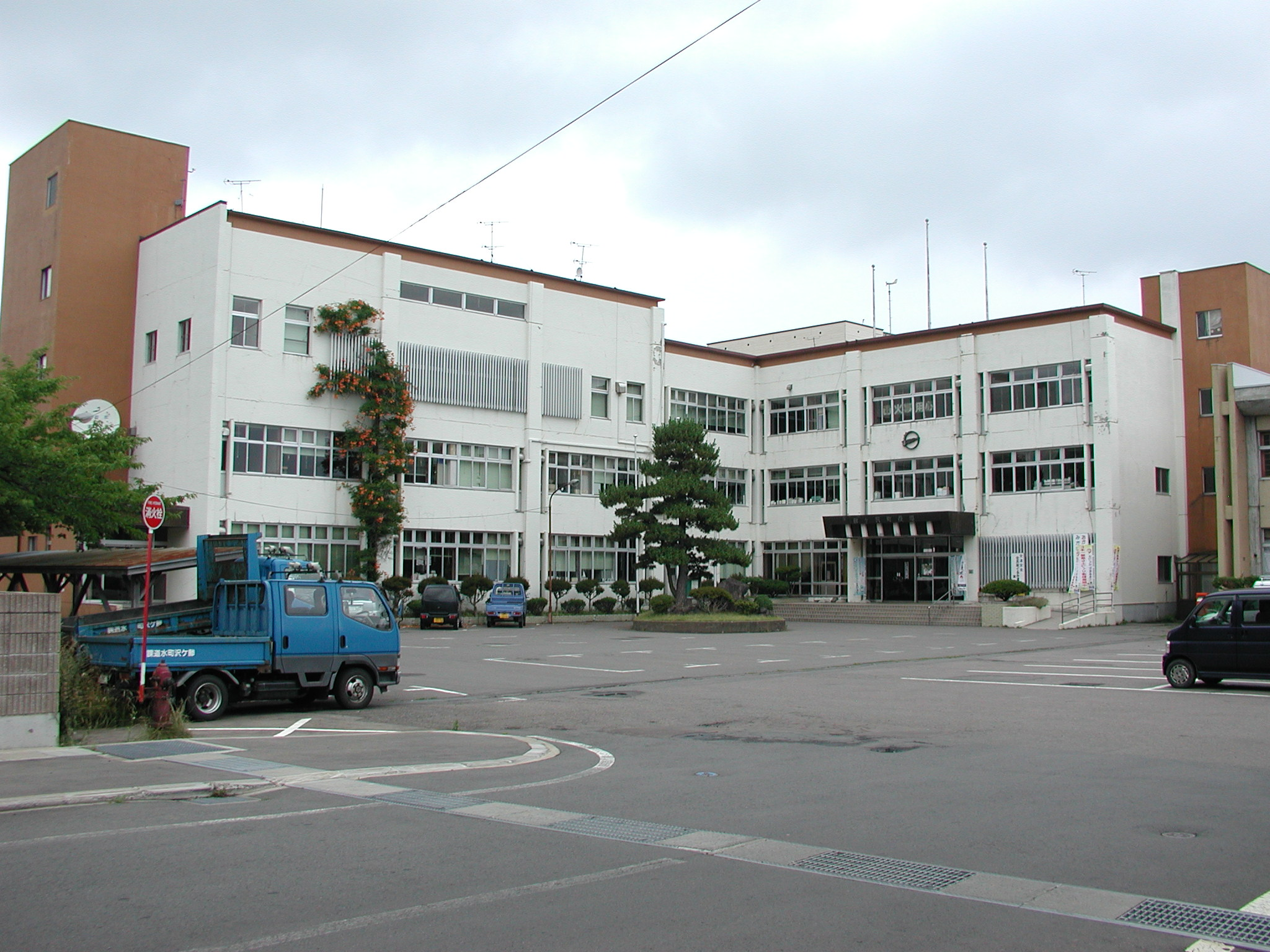
役場旧庁舎（2007年（平成19年）8月）

## 行政
- 町長 :平田衛（2017年（平成29年）12月27日 - ）[10][11]
- 町議会 : 定数12人（現在の議員の任期は2020年まで）

### 歴代町長
特記なき場合『鰺ヶ沢町データブック2021』による。
| 代                   | 氏名                 | 就任                 | 退任                 | 備考                 |
| 旧鰺ヶ沢町長（官選） | 旧鰺ヶ沢町長（官選） | 旧鰺ヶ沢町長（官選） | 旧鰺ヶ沢町長（官選） | 旧鰺ヶ沢町長（官選） |
| -------------------- | -------------------- | -------------------- | -------------------- | -------------------- |
|                      | 不詳                 |                      |                      |                      |
| 旧鰺ヶ沢町長（公選） |                      |                      |                      |                      |
|                      | 不詳                 |                      |                      |                      |
| 鰺ヶ沢町長（公選）   |                      |                      |                      |                      |
| 1                    | 山谷辰夫             | 昭和30年5月10日      | 昭和38年5月9日       |                      |
| 2                    | 中村清次郎           | 昭和38年5月10日      | 昭和50年5月9日       |                      |
| 3                    | 齋藤禮次郎           | 昭和50年5月10日      | 平成11年5月9日       |                      |
| 4                    | 長谷川兼己           | 平成11年5月10日      | 平成21年11月19日     |                      |
| 5                    | 東條昭彦             | 平成21年12月27日     | 平成29年12月26日     |                      |
| 6                    | 平田衛               | 平成29年12月27日     | 現職                 |                      |

## 産業

### 漁業
- 鰺ヶ沢漁港

### 郵便

#### 直営郵便局
- 鰺ケ沢郵便局〔集配局〕（84003）
- 舞戸郵便局（84078）
- 津軽中村郵便局（84117）
- 赤石郵便局（84124）
- 南金沢郵便局（84168）
- 鳴沢郵便局（84216）

#### 簡易郵便局
- 長平簡易郵便局（84715）
- 建石簡易郵便局（84735）
- 芦萢簡易郵便局（84736）
- 種里簡易郵便局（84771）

## 提携都市

### 国外
- サンセバスチャン市（ポルトガル語版）（ブラジルサンパウロ州） - 1984年（昭和59年）10月26日提携 スポーツ・文化・経済等の交流[2]

## 地域

### 人口
平成27年（2015年）国勢調査より前回調査からの人口増減をみると、11.56％減の10,126人であり、増減率は県下40市町村中32位。
| |                                          |  |
| 鰺ヶ沢町と全国の年齢別人口分布（2005年） | 鰺ヶ沢町の年齢・男女別人口分布（2005年） |  |
| ■紫色 ― 鰺ヶ沢町 ■緑色 ― 日本全国 | ■青色 ― 男性 ■赤色 ― 女性                |  |
| 鰺ヶ沢町（に相当する地域）の人口の推移 \| 1970年（昭和45年） \| 18,439人 \| \| \| 1975年（昭和50年） \| 18,086人 \| \| \| 1980年（昭和55年） \| 17,402人 \| \| \| 1985年（昭和60年） \| 16,381人 \| \| \| 1990年（平成2年） \| 14,899人 \| \| \| 1995年（平成7年） \| 14,077人 \| \| \| 2000年（平成12年） \| 13,551人 \| \| \| 2005年（平成17年） \| 12,662人 \| \| \| 2010年（平成22年） \| 11,449人 \| \| \| 2015年（平成27年） \| 10,126人 \| \| \| 2020年（令和2年） \| 9,044人 \| \| |                                          |  |
| 総務省統計局 国勢調査より |                                          |  |
| 1970年（昭和45年） | 18,439人                                 |  |
| 1975年（昭和50年） | 18,086人                                 |  |
| 1980年（昭和55年） | 17,402人                                 |  |
| 1985年（昭和60年） | 16,381人                                 |  |
| 1990年（平成2年） | 14,899人                                 |  |
| 1995年（平成7年） | 14,077人                                 |  |
| 2000年（平成12年） | 13,551人                                 |  |
| 2005年（平成17年） | 12,662人                                 |  |
| 2010年（平成22年） | 11,449人                                 |  |
| 2015年（平成27年） | 10,126人                                 |  |
| 2020年（令和2年） | 9,044人                                  |  |

### 教育

#### 保育所・認定こども園
- 鰺ヶ沢こども園（幼保連携型認定こども園、公立）
- 舞戸保育所（幼保連携型認定こども園）
- たていし愛児園（保育所型認定こども園）
- 中村保育所（保育所型認定こども園）
- みなみ保育園（認可保育所）

#### 小学校
- 鰺ヶ沢町立西海小学校
- 鰺ヶ沢町立舞戸小学校

#### 中学校
- 鰺ヶ沢町立鰺ヶ沢中学校

#### 高等学校
- 青森県立鰺ヶ沢高等学校

### 警察
青森県警察
- 鰺ケ沢警察署

### 消防
- 鰺ヶ沢地区消防事務組合消防本部
  - 鰺ヶ沢消防署

## 交通

### 鉄道
- 東日本旅客鉄道（JR東日本）
  - 五能線
    - 陸奥赤石駅 - 鰺ケ沢駅 - 鳴沢駅

### バス
- 弘南バス
- 鰺ヶ沢町コミュニティバス（弘南バスの廃止代替バス。2017年4月1日から運行開始）[13]

### 道路

#### 国道
- 国道101号

#### 県道
主要地方道
- 青森県道3号弘前岳鰺ケ沢線
- 青森県道12号鰺ケ沢蟹田線
- 青森県道28号岩崎西目屋弘前線
- 青森県道30号岩木山環状線
- 青森県道39号長平町森田線

一般県道
- 青森県道190号松代町陸奥赤石停車場線
- 青森県道191号種里町柳田線
- 青森県道261号鳴沢停車場線
- 青森県道262号鳴沢停車場南浮田線
- 青森県道263号鰺ケ沢停車場線
- 青森県道267号山田鰺ケ沢線

#### 農道
- 津軽中部広域農道
- 屏風山広域農道

### 港湾
- 津軽港（七里長浜港より改称）[14]

## 名所・旧跡・観光スポット
- 白神山地（世界遺産）
- 白神の森 遊山道
- 種里城址（国の史跡、大浦光信公の館）
- くろくまの滝（日本の滝百選）
- 鰺ヶ沢海水浴場

弘前市から一番近い（車で30分程度）海水浴場であり、施設や駐車場も整備されているため、夏場は学生や若者、家族連れで賑わう。
- 長平青少年旅行村
- 青森スプリング(青森スプリング・ゴルフクラブ/青森スプリング・スキーリゾート)
- 海底遺跡
- イカのカーテン
- 鰺ヶ沢町日本海拠点館
- わさお（七里長浜きくや商店）
- 菜の花畑（建石町）

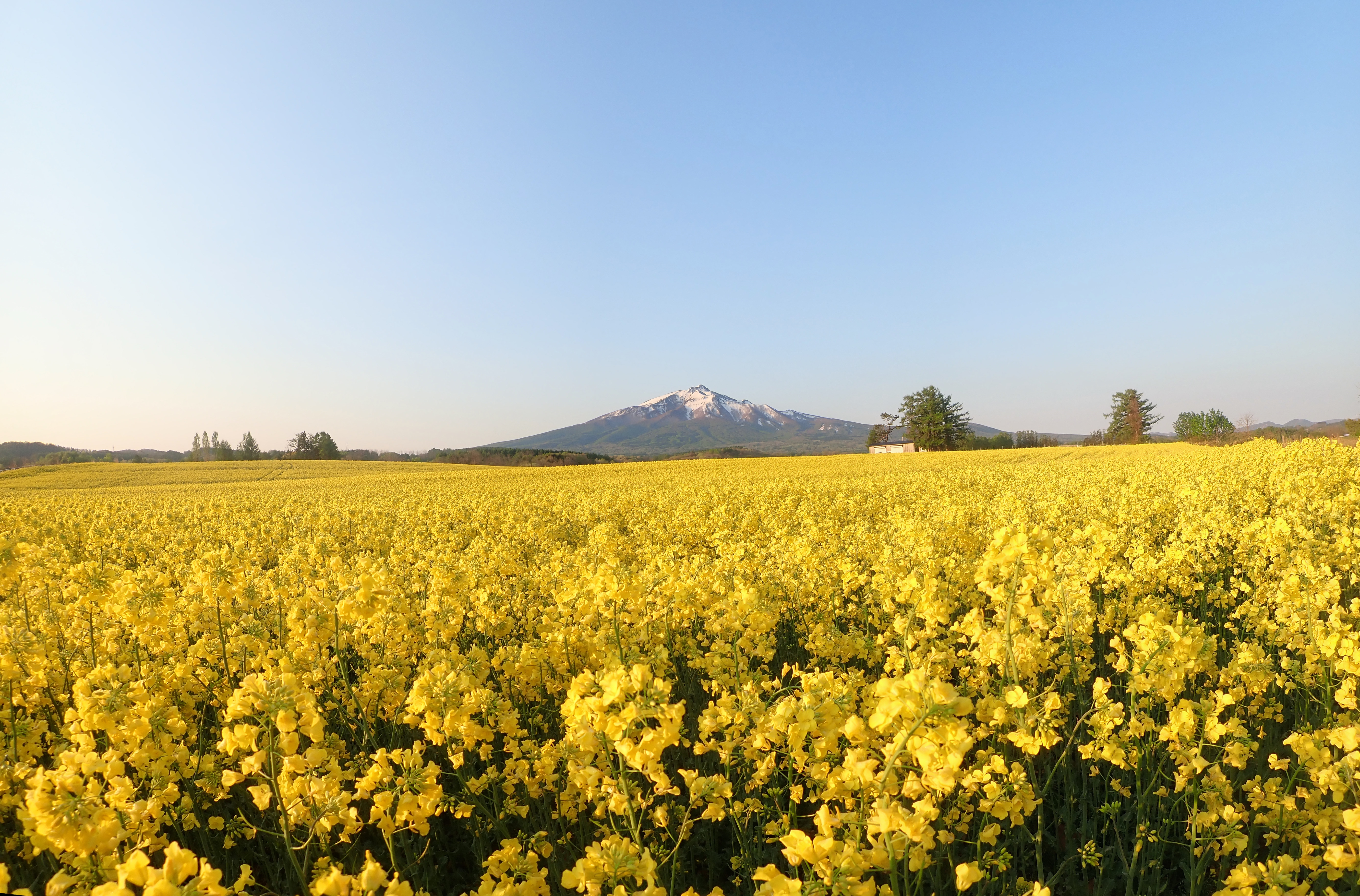
建石町の菜の花畑と岩木山
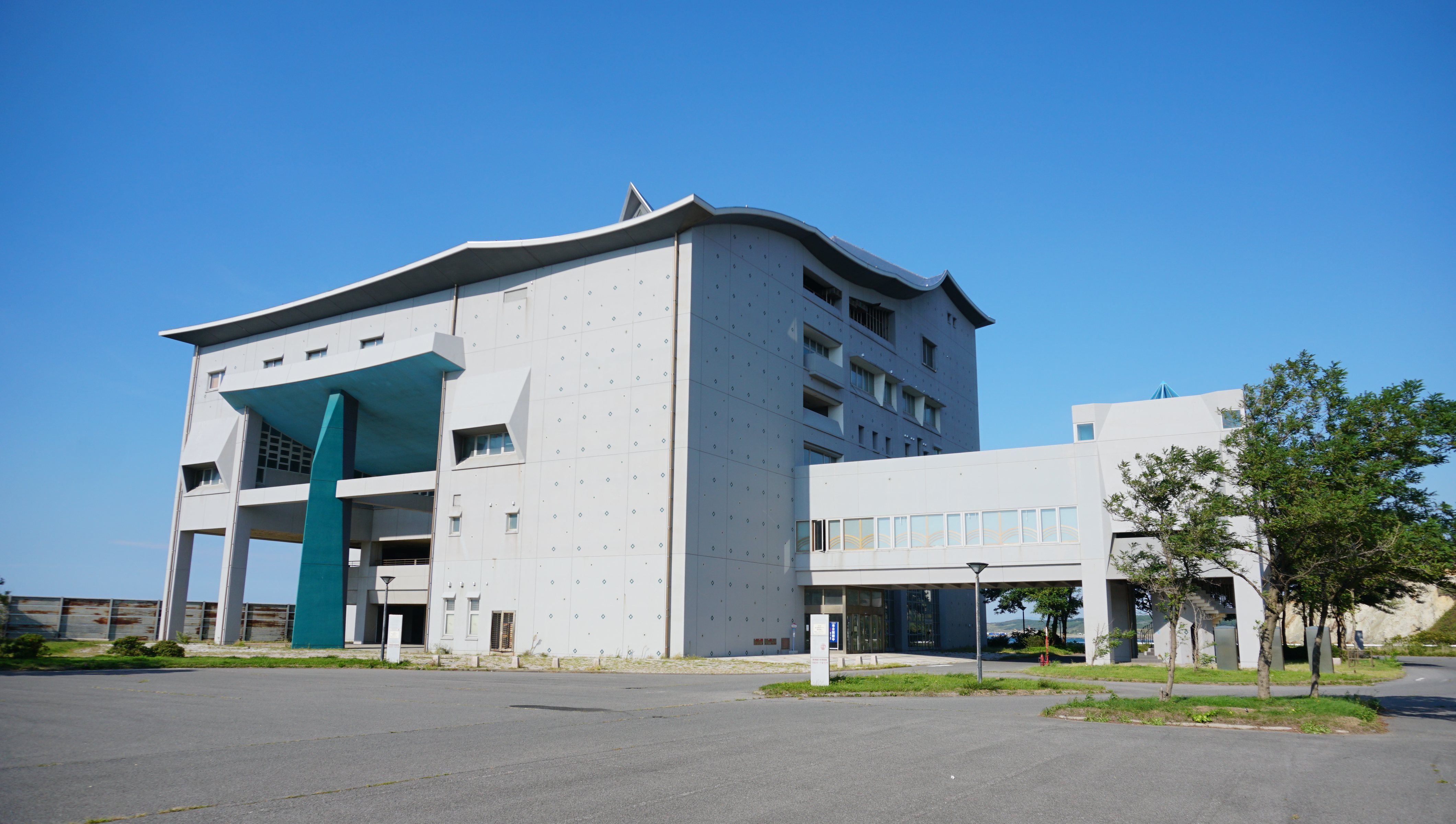
日本海拠点館あじがさわ
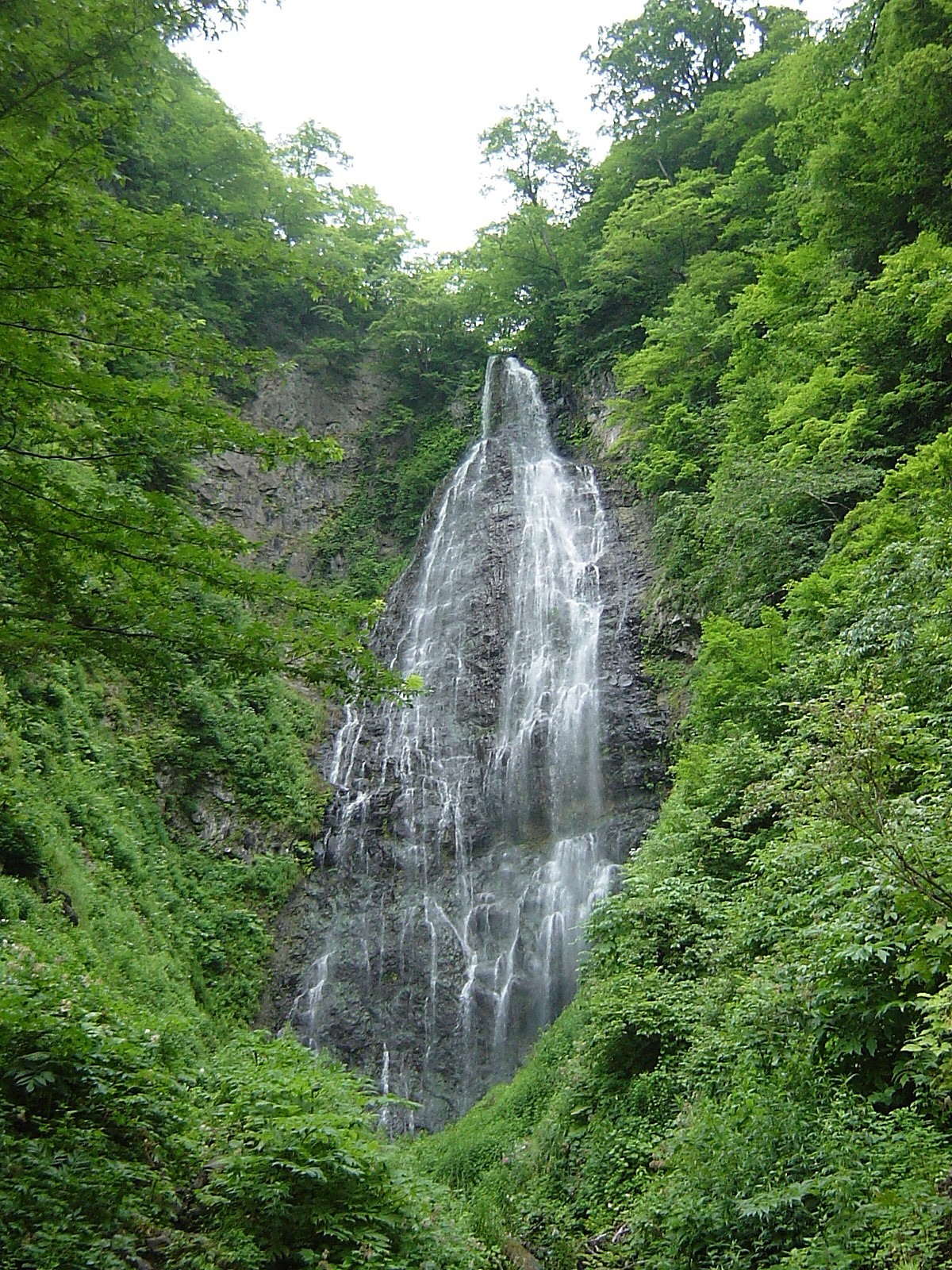
くろくまの滝

## 出身著名人
- 鈴木志郎 - 童謡『赤い靴』のモデルとなった少女きみの義父
- 舞の海秀平 - 元大相撲力士（最高位小結、出羽海部屋所属）、相撲解説者、タレント
- 埒見恒 - 元大相撲力士（最高位幕下、九重部屋所属）、鯵ヶ沢高校出身
- 誉富士歓之 - 元大相撲力士（最高位前頭、伊勢ヶ濱部屋所属）
- 水口さやか - NHK青森放送局キャスター
- 陸奥ノ里敏男 - 元大相撲力士（最高位前頭6枚目、出羽海部屋所属）
- 綾櫻由太郎 -  元大相撲力士（最高位関脇、出羽海部屋所属）
- 今日和 - 女子相撲選手（アイシン所属）
- 中村ひとみ - 俳優（旧芸名・栗田ひとみ）
- 時天嵐信男 - 大相撲力士（最高位三段目6枚目、時津風部屋所属）

## 鰺ヶ沢町と作品
- 異彩の漫画家、つげ義春の映画化もされた作品『リアリズムの宿』の舞台であり、当時の鰺ヶ沢の様子がリアルに描かれている。作中で、「鰺ヶ沢は漁港の町でやたら床屋が多い」と書かれており、事実その通りである。[要出典]実在の地名を使いながら、筋は作者の創作であり、作中に登場する「エビス屋」という旅館も実在しない。
- 土田世紀が1991年（平成3年）から1993年（平成5年）まで『ビッグコミックスピリッツ』誌上で連載した漫画『俺節』の主人公が、鰺ヶ沢町から上京した青年という設定。主人公の故郷として鰺ヶ沢が何度か登場。とくに最終回の鰺ケ沢駅などは当時の実際の風景そのままである。主人公の訛り（津軽弁）は、当時の若年者にしてはかなり古め・キツめに描かれている（主人公は年老いた祖母の手ひとつで育てられたという設定）。
- 世にも奇妙な物語第2シリーズ『言葉のない部屋』（1992年（平成4年）7月2日、フジテレビ）で木村拓哉演じる主人公が鰺ヶ沢出身である。作品内で津軽弁も披露している。上京して自動車工場で働く青年を演じている。脚本：扇澤延男、監督・演出：小川定孝。
- 数々のジブリ作品の背景美術を手掛けるアニメーション美術監督・挿絵画家の男鹿和雄が1997年（平成9年）公開映画の『もののけ姫』の主人公・アシタカが住むエミシの村を描くために1995年（平成7年）に白神山地の取材に訪れた。鰺ヶ沢町、津軽峠、天狗峠、一ツ森町などを歩き回り、写真を撮り、絵を描を、その時のイメージを作品にちりばめている。
- 1971年（昭和46年）には映画『男はつらいよ 奮闘篇』のロケ地となった。

## 二人町長問題
1971年（昭和46年）4月の鰺ヶ沢町長選挙において、現職である中村清次郎候補と新人の鈴木泰治候補、菊谷三郎候補で争われ、中村候補が当選し、当選証書が発行された。そして、中村候補の票に筆跡の似た投票用紙が500枚近く存在したという鈴木陣営からの選挙管理委員会への申し立てが行われた。この告発を受けて町選管は票の再点検を行い500票以上の同一筆跡票が存在したと認め、中村候補の落選を決定した。しかし、選管の事務局長が判定方法に疑問が残るということや法律上これだけではすぐ中村の当選無効の決定を出せないとして鈴木候補を当選とする告示を拒否したが、選挙管理委員長は独断で鈴木候補に当選証書を発行した。その結果、中村候補、鈴木候補の2名に当選証書が発行されることとなり、中村陣営は公文書偽造であるとして選管委員長を告発するなどどちらも正当性を主張し、結果、任期初日に2陣営がそれぞれ登庁を試みることとなった。（鈴木陣営側は混乱を避けるためとし、本人ではなく代理人が登庁）
この事態に対し、裁判所は鈴木に町長としての登庁を禁止する仮処分を出し、警察は鈴木の当選証書は正規の手続を経ておらず法的な効力がないとして、鈴木が登庁して問題を引き起こした場合は業務妨害罪などを適用して逮捕すると発表した。後に警察が無効票とされた票を調査したところ同一筆跡票がなかったことが判明、県警は根拠なく無効票と取り扱ったとして町選管を捜査し、選挙管理委員長が鈴木陣営を勝たせるために不正をしたと自供、委員長と委員数名、鈴木陣営の町議や運動員が逮捕され、8名が実刑判決を受ける事態となった。
この背景には、町役場が自治体内最大の「企業」であり、町民の生活に町役場の恩恵が大きな役割を果たしていたことがあると指摘されている。
津軽地方の政争の激しさについては「津軽選挙」も参照。